# Blas Rafael de Quintana y de Aguilar
Blas Rafael de Quintana y de Aguilar (Calanda, 1702-Cervera, 1762) fue canónigo de Barcelona y canciller de la Universidad de Cervera.

## Biografía
Blas Rafael de Quintana y de Aguilar nació en 1702 en Calanda. Fue canónigo de Barcelona y tomó posesión del cargo de canciller de la Universidad de Cervera  el 17 de noviembre de 1752. Ejerció dicho cargo hasta el año 1762. Como tal promovió la ampliación de la casa del Canciller y que este cobrara la remuneración como mestrescola de Lérida desde el día que llegara el nombramiento de Roma. 
Murió en Cervera el 12 de febrero de 1762. Fue enterrado en la Catedral de Barcelona.

## Publicaciones
- Quintana y Aguilar, Blas Rafael de. Formulae sive Conceptiones verborum Almae Cervariensis Academiae / perillustris D.D. Blasii Raphaelis de Qvintana et de Agvilar, eiusdem Academiae Cancellarii iussu editae. Cervariae Lacetanorum : typ. Academ. apud Josephum Barber & Soc., 1753. Disponible en: Catálogo de las bibliotecas de la Universidad de Barcelona

- Calmet, Augustin y Quintana y Aguilar, Blas Rafael de. A. R. P. D. Augustini Calmet ... Commentarium literale in omnes ac singulos tum Veteris cum Novi Testamenti libros / e Gallico in Latinum sermonem translatum. Augustae Vindelicorum [Augsburg] & Graecii [Graz] : sumptibus Philippi ac Martini Veith, et Joannis fratris haeredum, 1734-1735. Disponible en:Catálogo de las bibliotecas de la Universidad de Barcelona